# Estrydsenidzi

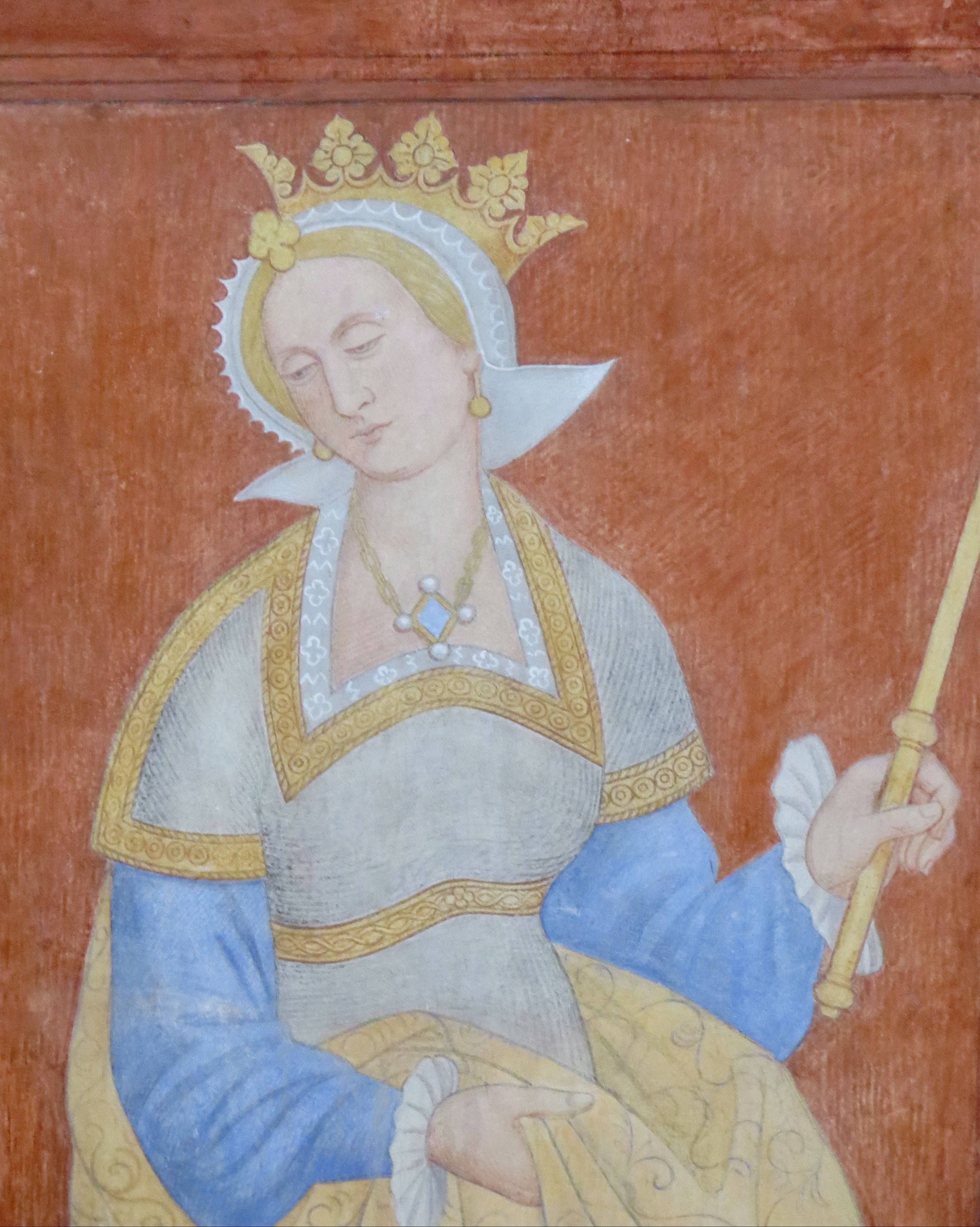
Dronning Margrethe-Estrid

Estrydsenidzi – dynastia królewska panująca w Danii (1047–1412), Norwegii (1387–1412) i w Szwecji (1125–1130 i 1389–1412).
Estrydsenidzi wywodzili się z pierwszej dynastii królów duńskich Skjoldungów. Ich protoplastą był Swen II Estrydsen, syn Estrydy Małgorzaty, od imienia której wywodzi się nazwa dynastii, siostrzeniec Kanuta Wielkiego, który przejął władzę w Danii po Magnusie Dobrym.
Najwybitniejszymi przedstawicielami Estrydsenidów byli Waldemar I Wielki oraz Małgorzata I, której rządy na przełomie XIV i XV wieku doprowadziły do zjednoczenia wszystkich krajów skandynawskich w ramach unii kalmarskiej.